# 故事新编
《故事新编》是鲁迅的一部短篇小说集，1936年由上海文化生活出版社出版。小说集收录了鲁迅在1922年—1935年间根据古代神话、传说、传奇所改写的短篇小说八篇，包括：
- 《补天》，曾题名《不周山》，收录在《呐喊》初版，后改名《补天》并抽出。文章讲述女娲造人及补天的故事，借用“女娲造人”这一神话解释创作——人和文学——的缘起，也用“古衣冠的小丈夫”这一形象讽刺了当时油滑的风气。
- 《奔月》，讲述后羿与嫦娥的故事。
- 《理水》，讲述大禹治水的故事。
- 《采薇》，讲述伯夷、叔齐不食周黍的故事。
- 《铸剑》，曾题名《眉间尺》，取材自《搜神记》中三王墓的故事。
- 《出关》，讲述老子西出函谷关的故事。
- 《非攻》，讲述战国初期墨子止楚攻宋的故事。
- 《起死》，讲述庄子复活一具逝世已久的骷髅的故事。

《故事新编》对神话、传说及历史“只取一点因由，随意点染”，“将古代和现代错综交融”、古为今用，针砭流俗，讽刺世事，批判社会。《故事新编》艺术特色鲜明――漫画化的勾勒和速写；夸张手段的巧妙运用；以极省俭的笔墨塑造人物。